# Macrotera seminigra
Macrotera seminigra är en biart som först beskrevs av Timberlake 1956.  Macrotera seminigra ingår i släktet Macrotera och familjen grävbin. Inga underarter finns listade i Catalogue of Life.